# Прапор Соледара
Міськи́й пра́пор Соледара — офіційний символ міста Соледар Донецької області. Затверджений рішенням сесії Бахмутської міської ради.

## Опис
Прапор територіальної громади міста Соледар Донецької області являє собою квадратне полотнище, поділене середньою лінією (горизонтальною віссю квадрата) на дві половини: верхню — зеленого кольору і нижню чорного кольору. У центрі полотнища зображені п'ять білих ромбів, примкнути гострими кутами у формі пентаграми до центру квадрата"